# Klaus Nomi
Klaus Nomi (nascido Klaus Sperber) (24 de Janeiro de 1944 — 6 de Agosto de 1983) foi um cantor contratenor alemão, reputado pelas suas notáveis actuações vocais e invulgar personagem de palco, que se tornou um ícone do início dos anos 80. Morreu de AIDS em 1983, uma das primeiras celebridades a morrer com a doença.
Nomi mudou-se da Alemanha para Nova York em meados dos anos 70. Após um encontro fortuito num nightclub, David Bowie contratou-o como cantor de suporte para uma actuação no Saturday Night Live em 1979. Nomi também colaborou com Manny Parrish.
Nomi é lembrado pelos seus espectáculos bizarramente teatrais, onde usava bastante maquiagem, roupa vulgar e penteados altamente estilizados. As suas músicas eram igualmente invulgares, desde interpretações de ópera clássica acompanhadas por sintetizadores a covers de músicas como The Twist de Chubby Checker. Nos anos 90, Nomi era frequentemente mencionado nos monólogos de Dennis Miller como uma das suas referências obscuras favoritas.
Em 2004, foi feito um documentário sobre a sua vida e carreira: The Nomi Song.

## Infância
Klaus Nomi nasceu com o nome de Klaus Sperber em Immenstadt, Baviera, Alemanha a 24 de janeiro de 1944. Na década de 1960, ele trabalhou como atendente na Ópera Alemã de Berlim (Deutsche Oper) em West Berlim, onde cantava para os outros porteiros e equipe de manutenção em palco na frente duma cortina de fogo, após as apresentações. Nesse tempo, ele também cantava árias de ópera na discoteca gay de Berlim Casino Kleist.

## Álbuns
- "Klaus Nomi", 1981
- "Simple Man", 1982
- "Encore", 1983 (póstumo)
- "In Concert", 1986 (póstumo)
- "The Collection", 1991 (póstumo)
- "Eclipsed", 1999 (póstumo)
- "Za Bak Daz", 2007 (póstumo)